# Aerangis fuscata
Aerangis fuscata é uma espécie de orquídea monopodial epífita, família Orchidaceae, que habita Madagascar.